# Fastball (musikgrupp)
Fastball är ett amerikanskt rockband som bildades 1995 i Austin, Texas.

## Biografi
Bandet kallade sig ursprungligen "Magneto U.S.A.", men bytte namn när det skrev skivkontrakt med Hollywood Records.

## Bandmedlemmar
Ordinarie medlemmar
- Tony Scalzo – sång, basgitarr, keyboard, gitarr (1993–)
- Miles Zuniga – sång, gitarr (1993–)
- Joey Shuffield – trummor, slagverk (1993–)

Nuvarande turnémedlemmar
- Bobby Daniel – basgitarr
- Lonnie Trevino Jr. – basgitarr, sång (2011–)

Tidigare turnémedlemmar
- Harmoni Kelley – basgitarr, sång (2006–2007)
- John Clayton – basgitarr, sång (2008)
- Bruce Hughes – basgitarr, sång (2008, 2010)
- Cory Glaeser – basgitarr, sång (2009–2011)
- Michael Klooster – keyboard (2013)
- Robin Wilson – sång, slagverk (2013)

## Diskografi
Studioalbum
- 1996 – Make Your Mama Proud
- 1998 – All the Pain Money Can Buy
- 2000 – The Harsh Light of Day
- 2004 – Keep Your Wig On
- 2009 – Little White Lies
- 2017 – Step into Light

Livealbum
- 2003 – Live from Jupiter Records

EP
- 1997 – Fire Escape